# Río Grande (afluente del Guadalhorce)
El río Grande es un río del sur de la península ibérica perteneciente a la cuenca mediterránea andaluza, que discurre en su totalidad por el territorio del centro de la provincia de Málaga (España). 

## Curso
Junto con el río Turón y el río Guadalteba, es el afluente más importante del río Guadalhorce por la margen derecha. Nace en la Sierra de las Nieves, entre los municipios de Yunquera y Tolox, y discurre en dirección este atravesando los términos municipales de Yunquera, Tolox, Alozaina, Guaro, Coín y Cártama, donde desemboca en el Guadalhorce junto al paraje de Casapalma.
Tiene una longitud de unos 30 km a lo largo de los cuales recoge las aguas de la vertiente oriental del macizo de la Sierra de las Nieves y las vertientes occidentales del cordón Montañoso Litoral en los que manan numerosos acuíferos de modo que al cauldal de 725 l/s del río Grande se suman los aportes del río Jorox (75 l/s), río del Plano (30 l/s) y río de los Horcajos (50 l/s) entre otros.

## Cuenca
La cuenca del río Grande abarca 340 km² y se caracteriza en su parte alta por fuertes pendientes y desprotección vegetal frecuente en las cabeceras de los ríos y arroyos que producen una escorrentía de fuerte poder erosivo. En la parte baja de la cuenca, sin embargo el arrastre  de materiales finos permite la formación de aluviales. 
Poco antes de la confluencia con el Guadalhorce, recibe por la margen derecha las aguas del Pereila, que su vez recibe a los subafluentes Seco y Bajo. Este conjunto drena el borde norte del macizo carbonatado de la Sierra Blanca.

## Flora y fauna
El río Grande es uno de los pocos ríos malagueños no regulados con caudales permanentes durante todo el año y alberga poblaciones de flora y fauna singulares entre las que destacan la especie endémica de la zona barbo gitano y la nutria. Asimismo, el río es utilizado por un gran número de aves para anidar o descansar en sus rutas migratorias tales como la cigüeña negra, el martín pescador o las garzas reales.  
La vegetación de las riberas comprende sauces y eucaliptos así como cultivos de frutales como limoneros y naranjos.